# Мокра гора (планина)
Мокра гора, се налази на југозападу Србије, на самој административној граници покрајине Косово и Метохија између Ибра и Белог Дрима. Највиши врх је Поглед (2154 m). Уз саму планину се пружа и језеро Газиводе које је настало преграђивањем реке Ибар. Одликује је готово нетакнута природа. Ипак од доласка међународних снага, не постоји контрола сече шума тако да су велике површине потпуно оголеле од бесправне сече. 

## Рељеф
Мокра гора припада планинском венцу Проклетија. Рељеф Лепотице Балкана (како ју је назвао Јован Цвијић) настао је као последица крашког процеса у карбонатним стенама, односно хемијским дејством воде на карбонатне стене, тако да су кречњаци битни чиниоци за његов развој. Битну улогу у формирању рељефа имали су снажни тектонски покрети који су формирали веначне и набране планине, а касније су настали хорстови и ровови, односно тектонске потолине. Вертикалним раседањем формиране су основне контуре данашњег рељефа, у вишим деловима терена. Првобитне долине су деформисане вртачама, а понегде су оне преобликоване у увале. Долине са јачим речним токовима до данас су сачувале свој првобитни изглед. У некима од њих по дну се јављају вртаче. На Мокрој Гори су заступљене разноврсне седиментне, магматске и метаморфне стене. Захваћени тектонским покретима, кречњаци су испресецани бројним раседима и пукотинама, толико често да се на терену може наћи здрава површина кречњака већа од 1m2.
Језерски или језерско шљунковити седименти, представљени глинама, шљунковима и песковима јављају се у вишим планинским деловима, изнад 1500m надморске висине, као изолована улегнућа у рељефу, а то су слепа долина Савине ријеке и увала Понор на Мокрој Гори.
Тросквасте шкрапе су на Мокрој гори развијене углавном на откривеним површинама кречњака, без педолошког покривача. Налазе се непосредно поред крашких извора, понора водопада и на пећинским улазима, а запажене су и на дну каменица као последица селективне корозије стајаће воде. Најбоље су изражене западно од Берима. На Мокрој гори су заступљене и браздасте, олучасте, меандарске, каменице, међуслојне, ребрасте и пукотинасте мрежасте шкрапе. 
Вртаче су најчешћи и најкарактеристичнији облик рељефа на планини, од 1300m надморске висине до највиших врхова и гребена. На неким деловима терена су толико честе да представљају прави богињави крас. Најбројније су на: Јеребињу, Стрмњачу, Понору, Вртишту, Оклачкој глави и Чукари, где се броји више од 100 вртача по 1km2. Различитих су димензија, најчешће су 20m до 50m у пречнику и 5m до 10m дубине. Изнад понора Савине ријеке (Увор) налази се вртача широка преко 200m и висине од 20m до 100m. Једна је од највећих вртача у источном делу Мокре горе. 
На планини су присутне разне врсте вртача: левкасте, ведрасте, карличасте, тањирасте, симетричне и асиметричне, контактне… 
У пределу Савине воде кречњаци су потпуно покривени хумусом и вегетацијом. Ведрасте вртаче су углавном под водом. Присутне су и локве – вртаче које увек имају воду (маква). Најпознатија вртача је језеро код Савине воде, бунарастог је типа и увек има је под водом.
Увале су развијене на карбонатним стенама и углавном су на дну сувих крашких долина. Највећа и најпознатија је увала Понор. Налази се између Оклачке главе и Добнановице, на око 1500m надморске висине. Дужине је око 1300m, ширине око 800m, површине око 1km2 .
Скоро читава Мокра гора обрасла је травнатом вегетацијом, а делом и шумом, па нема голог, љутог краса, већ је то зелени појас. Дубоки крас Мокре горе одликује се богатством подземних облика, који су за сада неистражени. 
Истакнути врхови Мокре горе су: Поглед (2155m), Радопоље (1750m), Оклачка глава (1738m), Берим (1733m), Капак (1591m), Курилово (1458m), Ветерник (1217m), Превија (1288m), и Миланов крст (1117m). 
На Бериму се налази локалитет Помољ, са кога се кад је време ведро види цела Метохија, Проклетије све до албанске границе, а на другој страни цела Рогозна, Стари Трг и цео венац Копаоника.

## Клима
Код становништва Ибарског Колашина постоје општи климатски индикатори који важе за целу област: западни ветар свуда доноси кишу, а када магла обавије Берим или друге врхове Мокре горе следе кише.

## Воде
На Мокрој гори извире главна понорница Колашина – Савина ријека. Извориште је између Берима и Радопоља, а понор (Увор) налази се на 1570m надморске висине североисточно од Јеребиња.
На Мокрој гори се налази развође између црноморског и јадранског слива. Оно прати линију од увора Савине ријеке, преко Берима, Капка, Курилова, венцем у селу Јабука, затим између села Вараге и Стрмац и даље преко Глуваћа. Јадранском сливу припадају три колашинске реке: Савина ријека, Црепуљска ријека и Стрмачка ријека.
Све воде на Мокрој гори су истог квалитета. По физичким, физичкохемијским, хемијским и микробиолошким параметрима спадају у категорију незагађених површинских вода.
Са Мокре горе истичу највеће притоке језера Газиводе: Црна, Брњачка и Чечевска ријека. Богате су водом у току целе године. Њихова површина слива је пространа и богата падавинама и потичу из врела у подножју кречњачке површи. Црна ријека три пута понире и поново се јавља. Последњи извор је испод истоименог манастира. Чечевска ријека је богатија водом, има пространији слив, врело јој је испод Берима, и храни се водом и са других извора. 
Извори на Мокрој гори су: Зупче, Варашка клисура, Старо село, Дријен, Голотин, Брњак, Чечево, Врело, Савина Вода, Ајдук вода. Сви задовољавају услове да се користе као вода за пиће.
Воде Мокре горе не карактерише развијена мрежа површинских токова, већ богатство подземних вода, које циркулишу кроз систем пукотина, различитих пропусних капацитета.
На терену Мокре горе постоје два потенцијална загађивача вода: бомбардовани репетитори на Бранковом брду и на Бериму.

## Биљни свет
На Мокрој гори успевају разни типови јела и борова и ендемичног дрвећа: петоигличасти бор, бор кривуљ, оморика и смрча. Буква и храст успевају на већим површинама где се врши њихова сеча. Грабове, јасенове и лескове шуме су углавном на падинама, где је земљиште влажније, па постоје погодни услови за стварање хранљивих материја за биљке. На падинама планине и брда присутно је ситно растиње: клека, дивљи глог, шибље и леска. Постоје и пашњаци. Обрадиво земљиште се налази на крчевинама и пропланцима присојних страна.

Храст заузима мање простора на присојним странама, буква је основно дрво. Буква расте до 1500m надморске висине, а уз њу расте јавор, јасика и бреза. На већој надморској висини присутни су јела, смрча и бор, а у нижим пределима местимично расте дрен. 

Планина је богата разноврсним ливадским, шумским и лековитим биљем (планински шафран, висибаба, јагорчевина). Присутне су маховине и разне папрати. 
Карактеристика ове планине је чувена боровница (преображенски сабор и берба боровница 19. август).
Услови на планини погодују расту печурака, а од познатих су вргањ, лисичарка и смрчак.

## Животињски свет
Лисица, вук, дивља свиња, медвед, срна, јазавац, зец и дивља мачка. На надморској висини изнад 1500m живи дивља кокошка и њен мужјак тетреб који се може видети само у време парења, од 20. априла до 10. маја у то време он има карактеристичан зов у виду песме, ослободи се и опусти, тако да се може и рукама ухватити.
Некада су се на Мокрој гори гајиле овце- мешавина пештерског и косовског соја (руде) и говече- ситна планинска буша, мале привредне вредности. Коњи су били брдско планински, мањег раста, али издржљиви. Сточни фонд је уништен током Другог светског раtа (током две организоване пљачке од стране балиста и окупатора, по неким подацима опљачкано је око 8000 грла стоке) и никада није обновљен.